# Estríldids

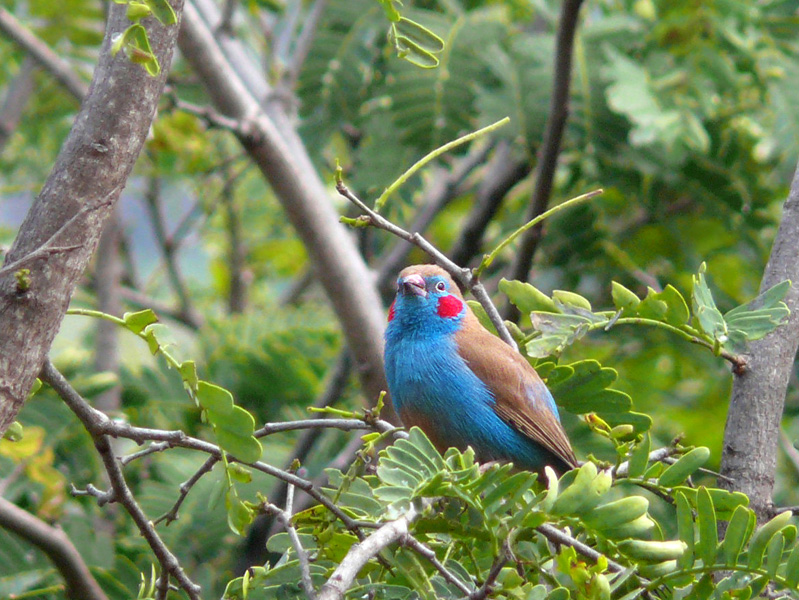
Uraeginthus bengalus fotografiat a Kenya.

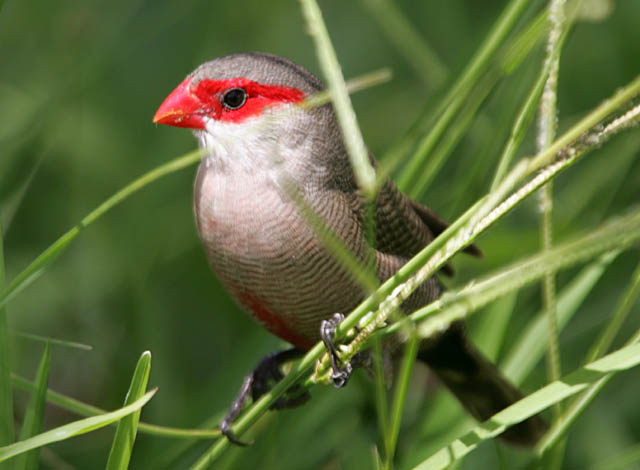
Bec de corall senegalès (Estrilda astrild)

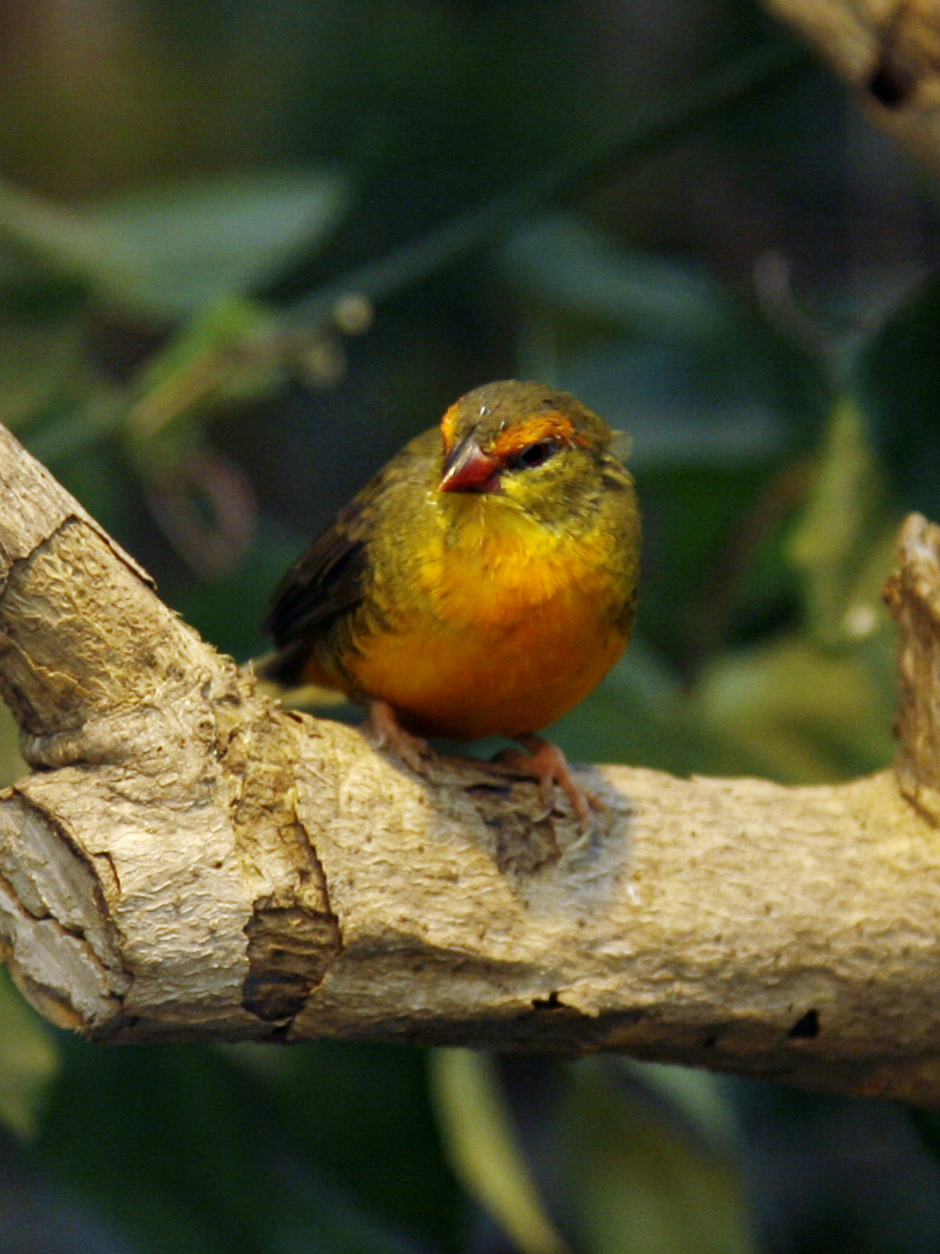
Múnia zebra (Amandava subflava)

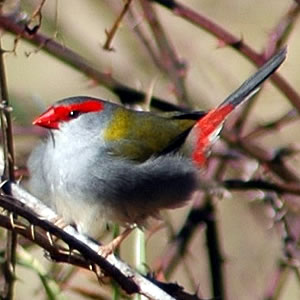
Neochmia temporalis

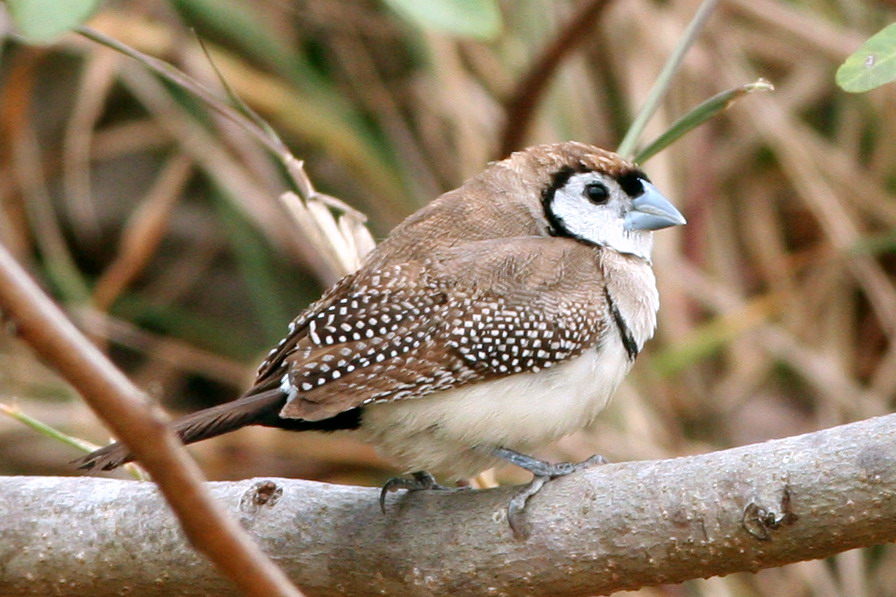
Taeniopygia bichenovii

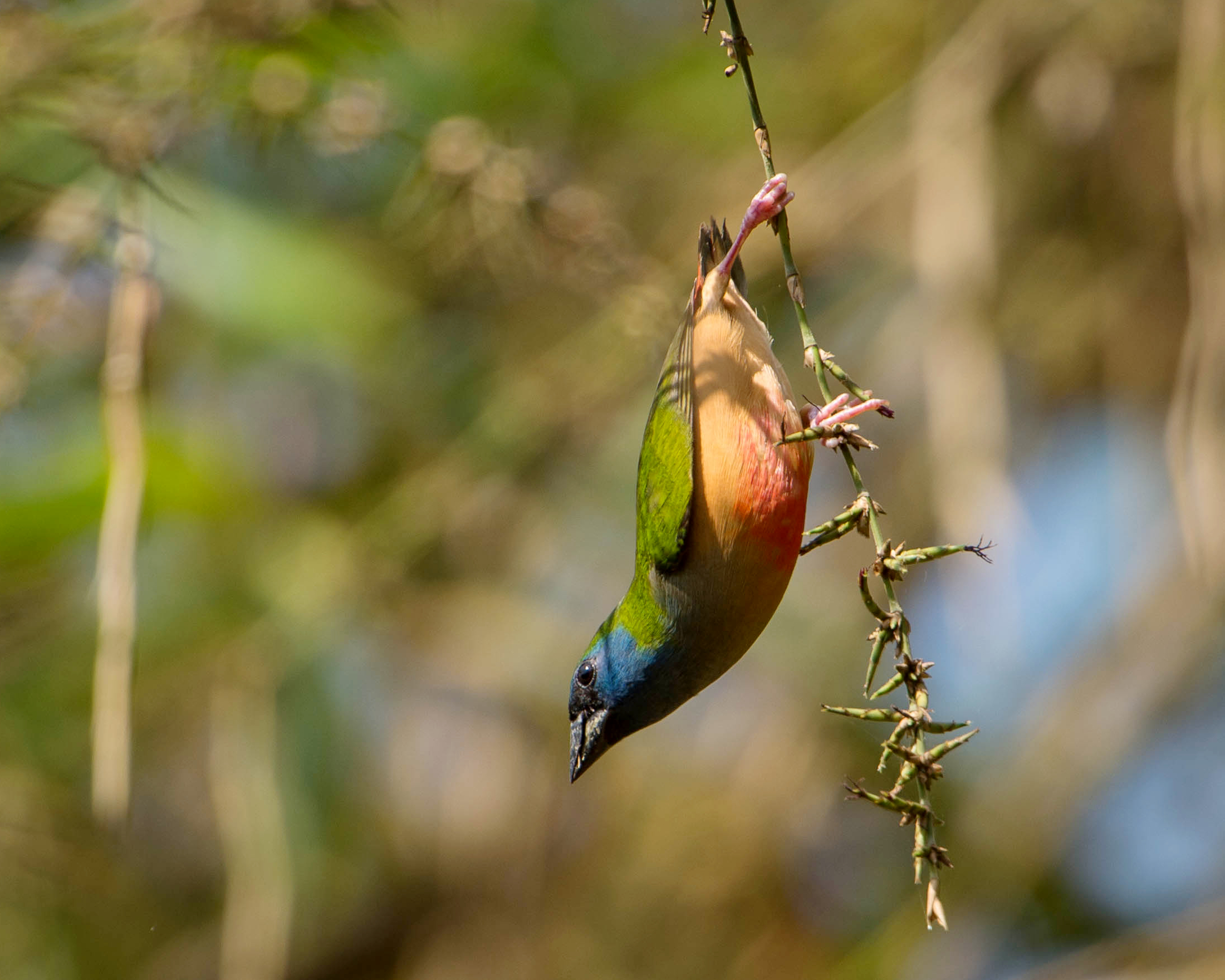
Erythrura prasina

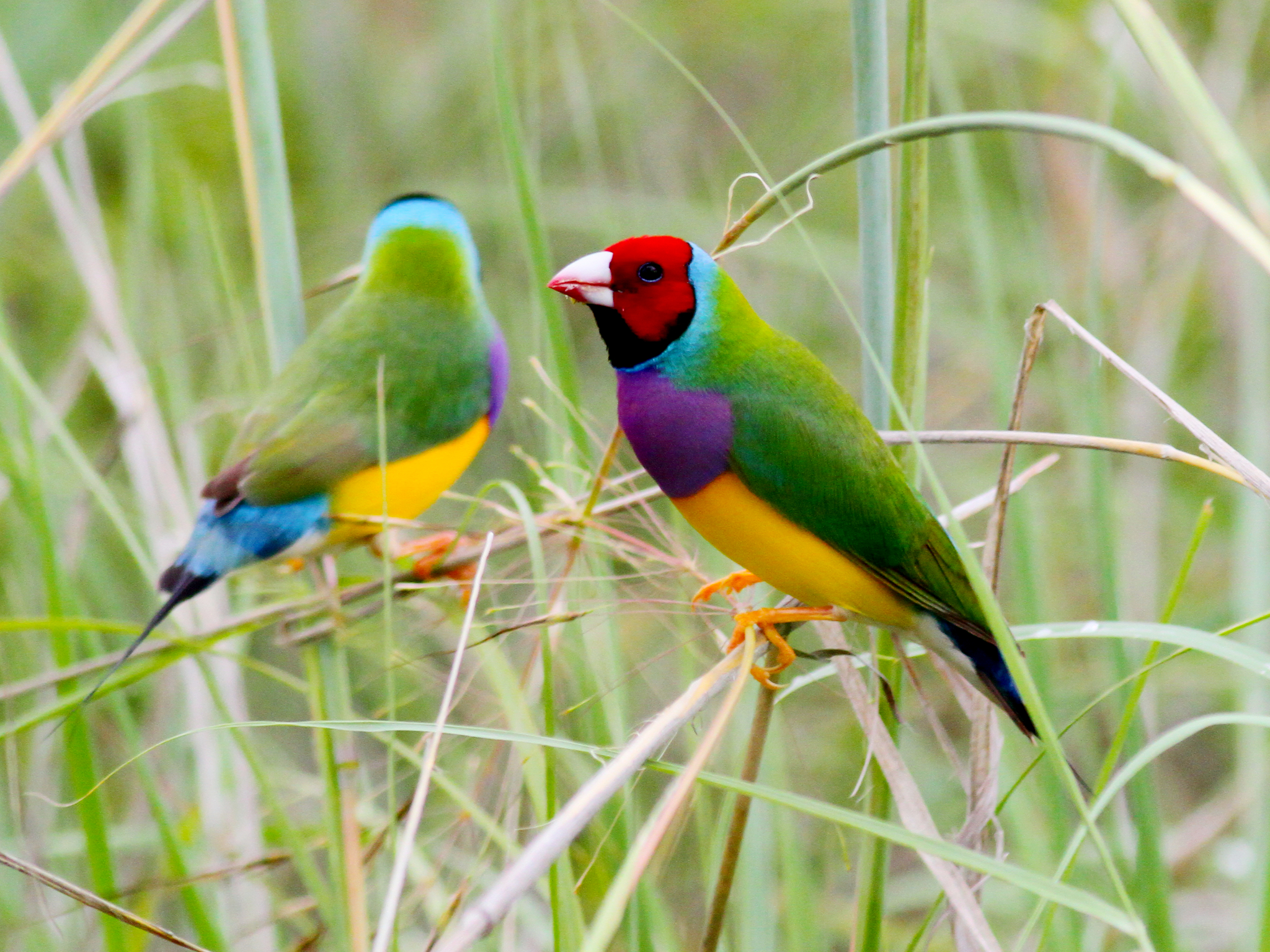
Chloebia gouldiae

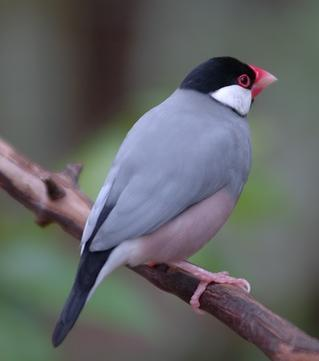
Padda oryzivora

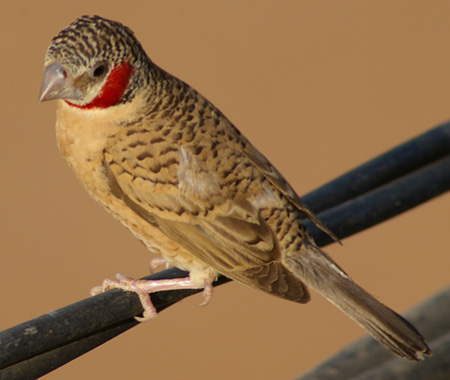
Amadina fasciata

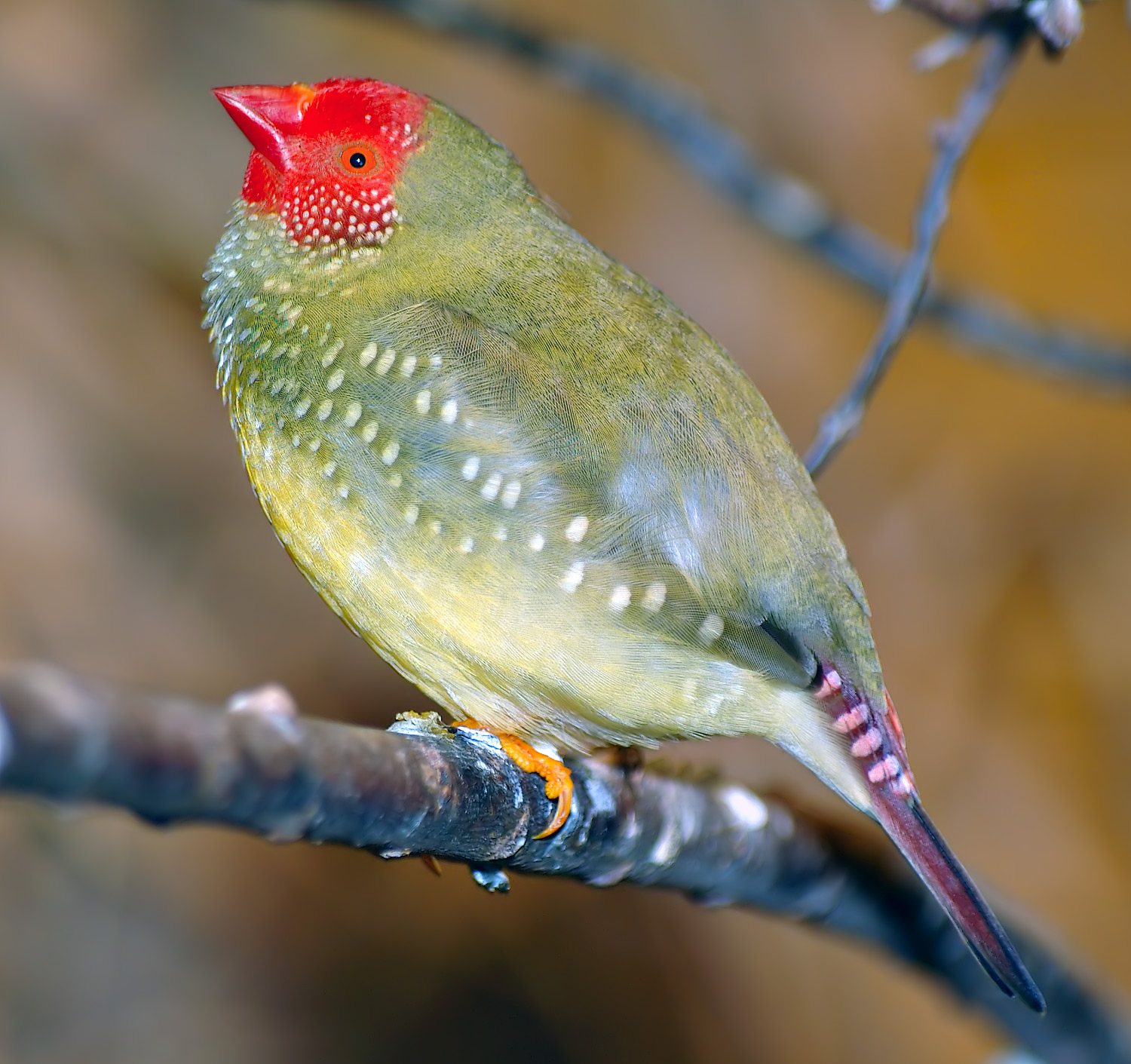
Neochmia ruficauda

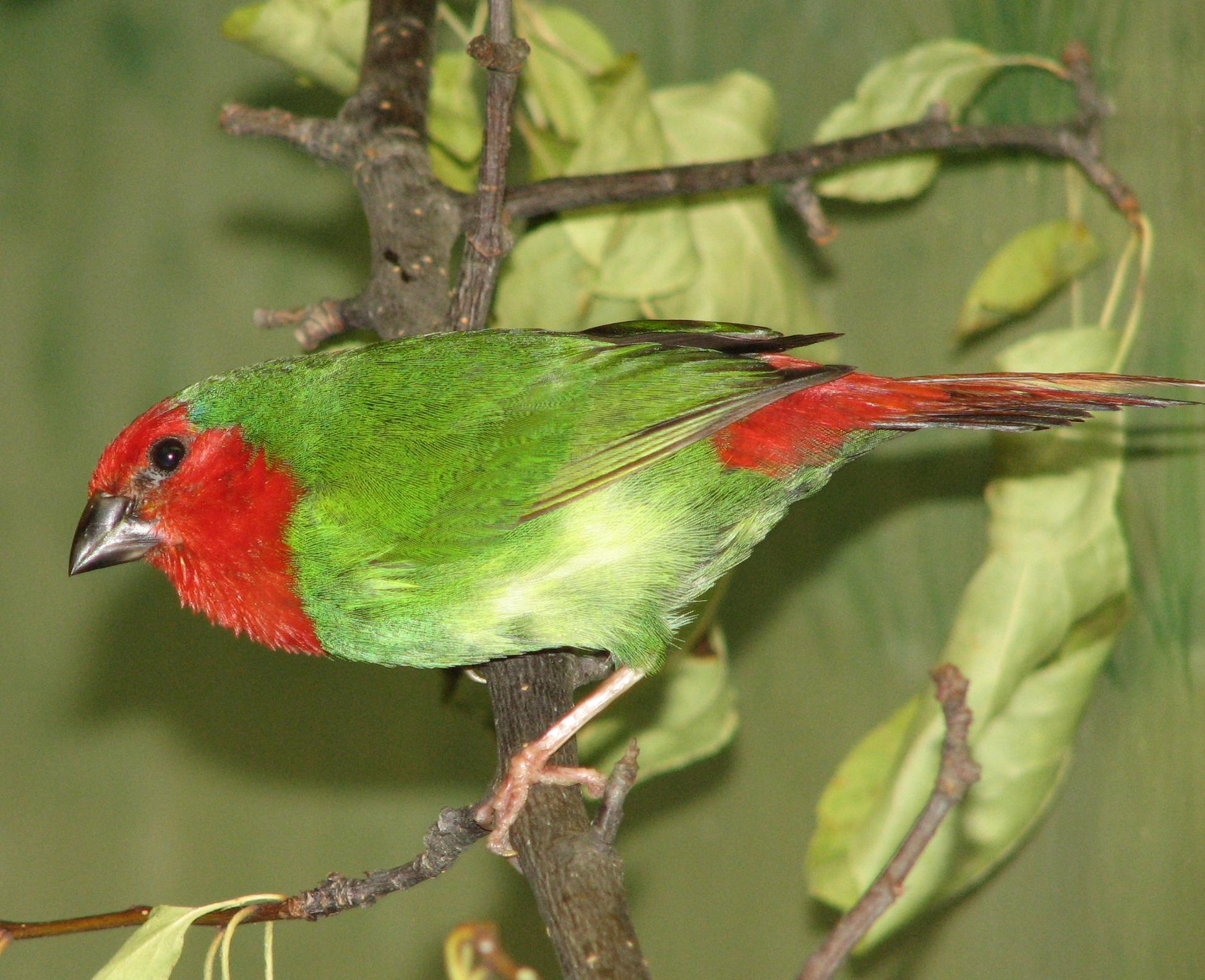
Erythrura psittacea

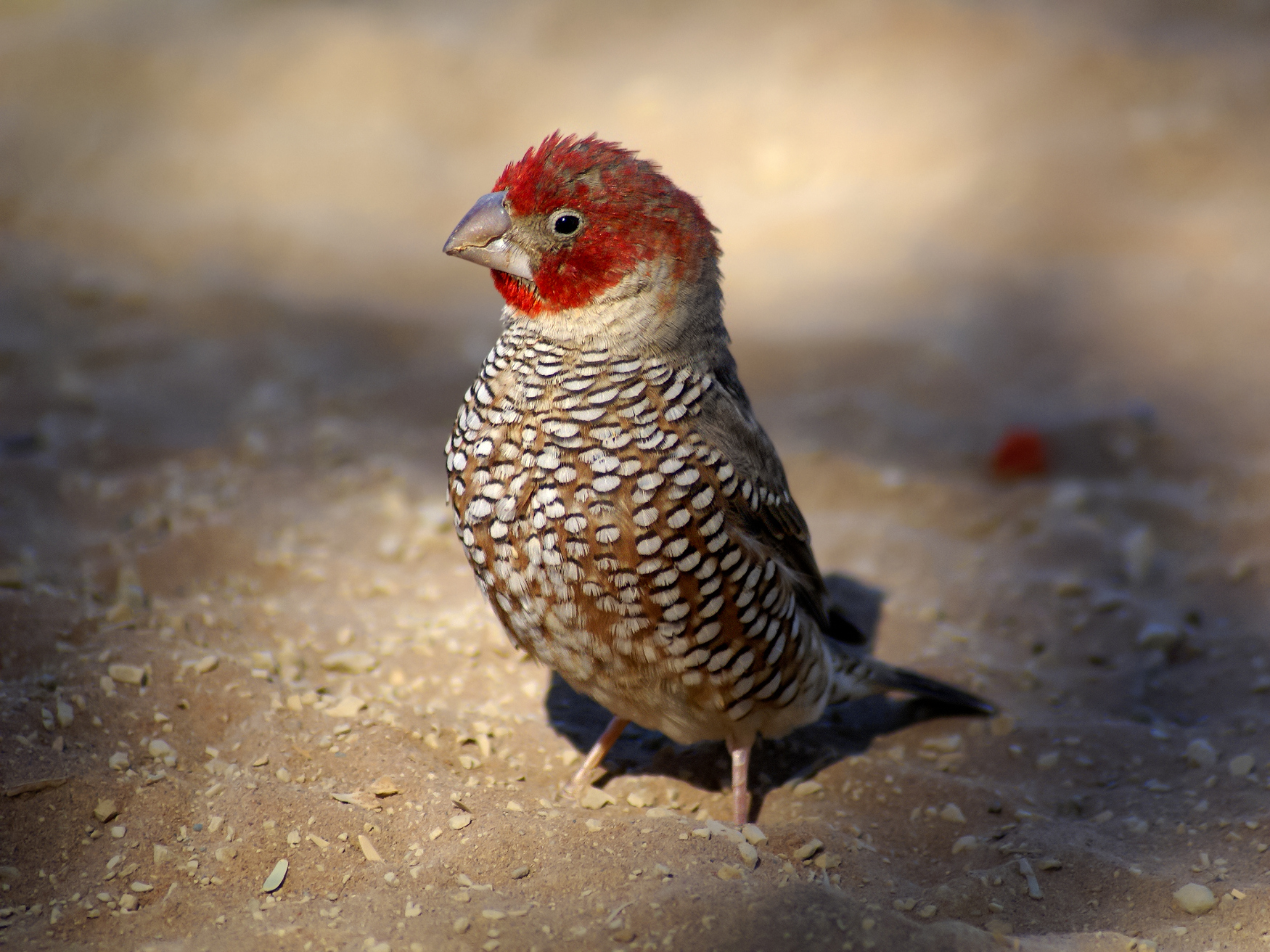
Amadina erythrocephala fotografiat a Namíbia.

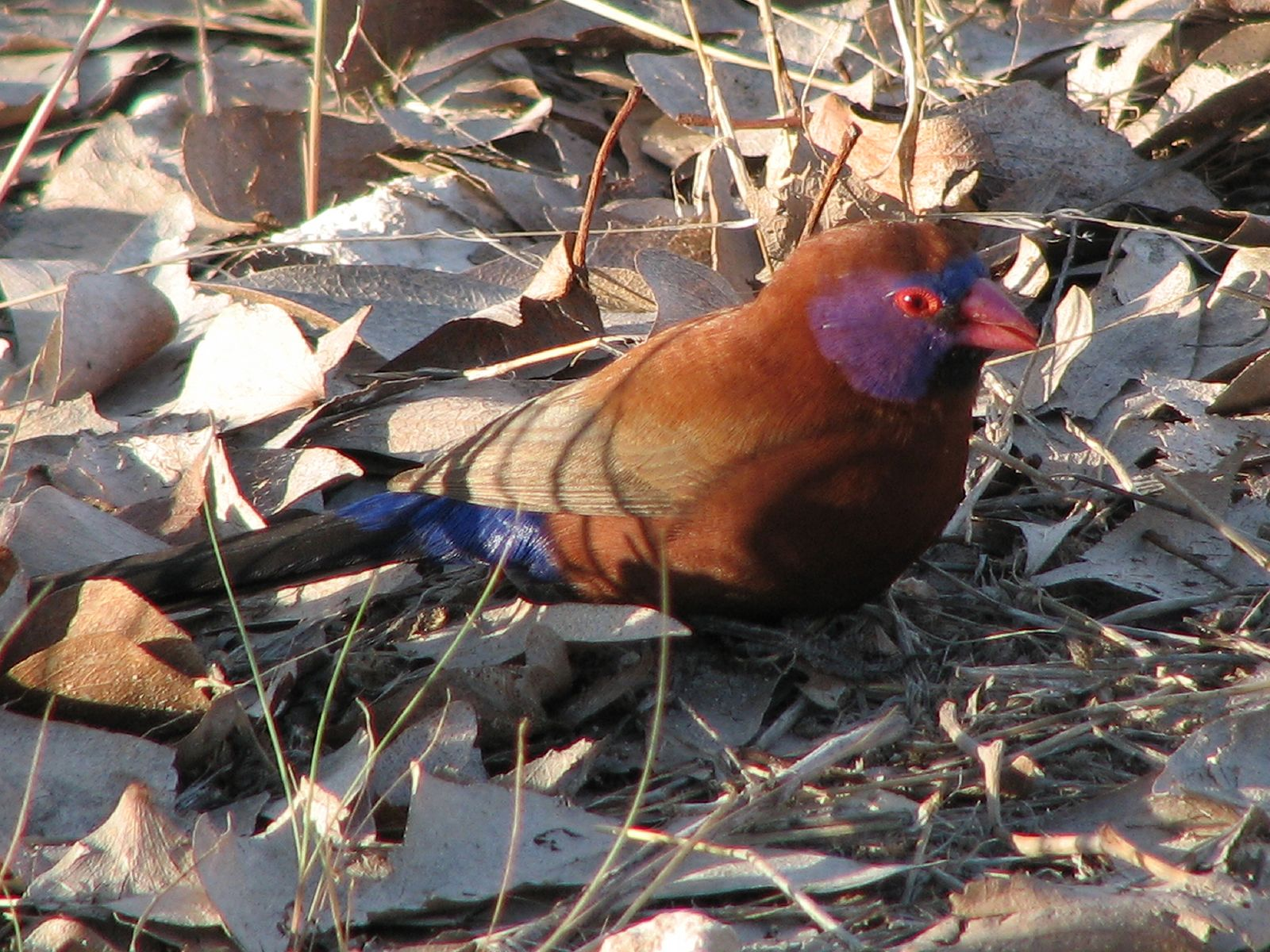
Uraeginthus granatina

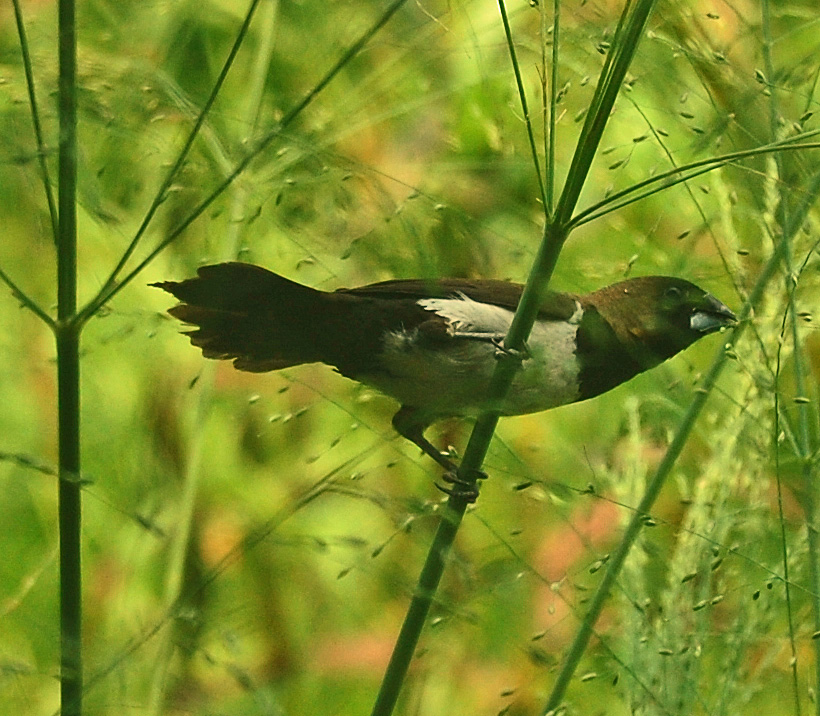
Lonchura leucogastroides fotografiat a l'illa de Java (Indonèsia).

Els estríldids són una família d'ocells de l'ordre dels passeriformes, a la qual pertanyen les estrildes, els diamants i els bengalins, entre altres gèneres.

## Morfologia
- Són petits.
- Presenten colors vius.
- Bec curts.
- Gran varietat de colors i de plomatge.

## Reproducció
Acostumen a pondre 5-10 ous.

## Alimentació
Mengen grans.

## Hàbitat
Són sensibles al fred i requereixen un clima tropical, tot i que alguns s'han acostumat a climes més temperats com les espècies que viuen al sud d'Austràlia.

## Distribució geogràfica
Viuen a Taiwan, l'Àsia meridional, Austràlia i Àfrica.

## Costums
Tots ells són sociables i formen colònies.

## Llista de gèneres
Segons la classificació del Congrés Ornitològic Internacional, versió 11.1, 2021, aquesta família està formada per 39 gèneres i 141 espècies.
- Gènere Heteromunia, amb una espècie: diamant pectoral (Heteromunia pectoralis)
- Gènere Oreostruthus, amb una espècie: diamant muntanyenc (Oreostruthus fuliginosus)
- Gènere Stagonopleura, amb tres espècies.
- Gènere Neochmia, amb dues espècies.
- Gènere Emblema, amb una espècie: diamant pintat (Emblema pictum)
- Gènere Bathilda, amb una espècie: diamant cua-rogenc (Bathilda ruficauda)
- Gènere Aidemosyne, amb una espècie: diamant modest (Aidemosyne modesta)
- Gènere Stizoptera, amb una espècie: diamant de dues bandes (Stizoptera bichenovii)
- Gènere Taeniopygia, amb una espècie: diamant zebrat (Taeniopygia guttata)
- Gènere Poephila, amb tres espècies.
- Gènere Spermestes, amb 5 espècies.
- Gènere Lepidopygia, amb una espècie: maniquí de Madagascar (Lepidopygia nana)
- Gènere Euodice, amb dues espècies.
- Gènere Lonchura, amb 31 espècies.
- Gènere Chloebia, amb una espècie: diamant de Gould (Chloebia gouldiae)
- Gènere Erythrura, amb 12 espècies.
- Gènere Nesocharis, amb dues espècies.
- Gènere Coccopygia, amb tres espècies.
- Gènere Mandingoa, amb una espècie: estrilda verda (Mandingoa nitidula)
- Gènere Cryptospiza, amb 4 espècies.
- Gènere Parmoptila, amb tres espècies.
- Gènere Nigrita, amb 4 espècies.
- Gènere Delacourella, amb una espècie: estrilda caragrisa (Delacourella capistrata)
- Gènere Brunhilda, amb dues espècies.
- Gènere Glaucestrilda, amb tres espècies.
- Gènere Estrilda, amb 12 espècies.
- Gènere Ortygospiza, amb una espècie: bec de coral ratllat (Ortygospiza atricollis)
- Gènere Paludipasser, amb una espècie: bec de coral gorja-roig (Paludipasser locustella)
- Gènere Amadina, amb dues espècies.
- Gènere Amandava, amb tres espècies.
- Gènere Granatina, amb dues espècies.
- Gènere Uraeginthus, amb tres espècies.
- Gènere Spermophaga, amb tres espècies.
- Gènere Pyrenestes, amb tres espècies.
- Gènere Pytilia, amb 5 espècies.
- Gènere Euschistospiza, amb dues espècies.
- Gènere Hypargos, amb dues espècies.
- Gènere Clytospiza, amb una espècie: estrilda pigallada (Clytospiza monteiri)
- Gènere Lagonosticta, amb 11 espècies.